# El Bac de la Roda
El Bac de la Roda és una masia situada al municipi d'Ogassa, a la comarca catalana del Ripollès.